# Placówka Straży Granicznej I linii „Siemianice”
Placówka Straży Granicznej I linii „Siemianice” – jednostka organizacyjna Straży Granicznej pełniąca służbę ochronną na granicy polsko-niemieckiej w okresie międzywojennym.

## Formowanie i zmiany organizacyjne
W 1921 roku na terenie Wodzicznej stacjonował sztab 3 kompanii 14 batalionu celnego. 3 kompania wystawiła placówkę w Siemianicach.
Rozporządzeniem Prezydenta Rzeczypospolitej Polskiej Ignacego Mościckiego z 22 marca 1928 roku, do ochrony północnej, zachodniej i południowej granicy państwa, a w szczególności do ich ochrony celnej, powoływano z dniem 2 kwietnia 1928 roku  Straż Graniczną.
Rozkazem nr 3 z 25 kwietnia 1928 roku w sprawie organizacji Wielkopolskiego Inspektoratu Okręgowego dowódca Straży Granicznej gen. bryg. Stefan Pasławski określił strukturę organizacyjną komisariatu SG „Laski”. Placówka Straży Granicznej I linii „Siemianice” znalazła się w jego strukturze.

## Służba graniczna
Z dniem 1 marca 1930 placówka Straży Granicznej I linii „Siemianice” otrzymała do dyspozycji połowę budynku skarbowego. Mieściły się tam biura komisariatu, mieszkanie kierownika placówki i dwóch „samotnych” strażników.
Sąsiednie placówki:
- placówka Straży Granicznej I linii „Ignacówka” ⇔ placówka Straży Granicznej I linii „Gola” − 1928[3]
- placówka Straży Granicznej I linii „Janówka” ⇔ placówka Straży Granicznej I linii „Chróścin” − styczeń 1930[5]

## Kierownicy/dowódcy placówki
| stopień    | imię i nazwisko     | okres pełnienia służby | kolejne stanowisko |
| ---------- | ------------------- | ---------------------- | ------------------ |
| przodownik | Stanisław Sworowski | był 4 IX 1934          |                    |